# Nagroda Nikkan Sports Film dla Najlepszego Filmu
Nagroda Nikkan Sports Film dla Najlepszego Filmu to nagroda przyznawana podczas Nagród Nikkan Sports Film.

## Lista zwycięzców
| Ceremonia | Rok  | Film                               | Reżyser           |
| --------- | ---- | ---------------------------------- | ----------------- |
| 1         | 1988 | Hana no ran                        | Kinji Fukasaku    |
| 2         | 1989 | Czarny deszcz                      | Shōhei Imamura    |
| 3         | 1990 | Shōnen jidai                       | Masahiro Shinoda  |
| 4         | 1991 | Musuko                             | Yōji Yamada       |
| 5         | 1992 | Sumo Do, Sumo Don't                | Masayuki Suo      |
| 6         | 1993 | Gakkō                              | Yōji Yamada       |
| 7         | 1994 | Chūshingura Gaiden: Yotsuya Kaidan | Kinji Fukasaku    |
| 8         | 1995 | Sharaku                            | Masahiro Shinoda  |
| 9         | 1996 | Zatańcz ze mną                     | Masayuki Suo      |
| 10        | 1997 | Dla miłości                        | Kei Kumai         |
| 11        | 1998 | Ai o Kou Hito                      | Hideyuki Hirayama |
| 12        | 1999 | Poppoya                            | Yasuo Furuhata    |
| 13        | 2000 | 15 Sai Gakkō IV                    | Yōji Yamada       |
| 14        | 2001 | Spirited Away: W krainie bogów     | Hayao Miyazaki    |
| 15        | 2002 | Samuraj – Zmierzch                 | Yōji Yamada       |
| 16        | 2003 | Ashura no Gotoku                   | Yoshimitsu Morita |
| 17        | 2004 | Krew i łzy                         | Yoichi Sai        |
| 18        | 2005 | Kiedyś zwyciężymy                  | Kazuyuki Izutsu   |
| 19        | 2006 | Tancerki hula                      | Lee Sang-il       |
| 20        | 2007 | Soredemo boku wa yattenai          | Masayuki Suo      |
| 21        | 2008 | Pożegnania                         | Yōjirō Takita     |
| 22        | 2009 | Panie doktorze                     | Miwa Nishikawa    |
| 23        | 2010 | Villain                            | Lee Sang-il       |
| 24        | 2011 | Pocztówka                          | Kaneto Shindō     |
| 25        | 2012 | The Terminal Trust                 | Masayuki Suo      |
| 26        | 2013 | The Great Passage                  | Yuya Ishii        |
| 27        | 2014 | Kamikaze                           | Takashi Yamazaki  |
| 28        | 2015 | Solomon's Perjury                  | Izuru Narushima   |
| 29        | 2016 | 64: Part I - 64: Part II           | Takahisa Zeze     |
| 30        | 2017 | Wilderness                         | Yoshiyuki Kishi   |
| 31        | 2018 | Złodziejaszki                      | Hirokazu Koreeda  |
| 32        | 2019 | The Journalist                     | Michihito Fujii   |
| 33        | 2020 | The Voice of Sin                   | Nobuhiro Doi      |
| 34        | 2021 | Drive My Car                       | Ryūsuke Hamaguchi |
| 35        | 2022 | Anime Supremacy!                   | Kōhei Yoshino     |
| 36        | 2023 | The Moon                           | Yuya Ishii        |